# Yann Tiersen
Yann Tiersen (Brest, 23 giugno 1970) è un compositore e polistrumentista minimalista francese.
Nei suoi brani usa di solito strumenti come il pianoforte, il toy piano, la melodica, la fisarmonica e vari tipi di violino. I critici, a volte, lo paragonano a Erik Satie, Nino Rota e alla Penguin Cafe Orchestra.

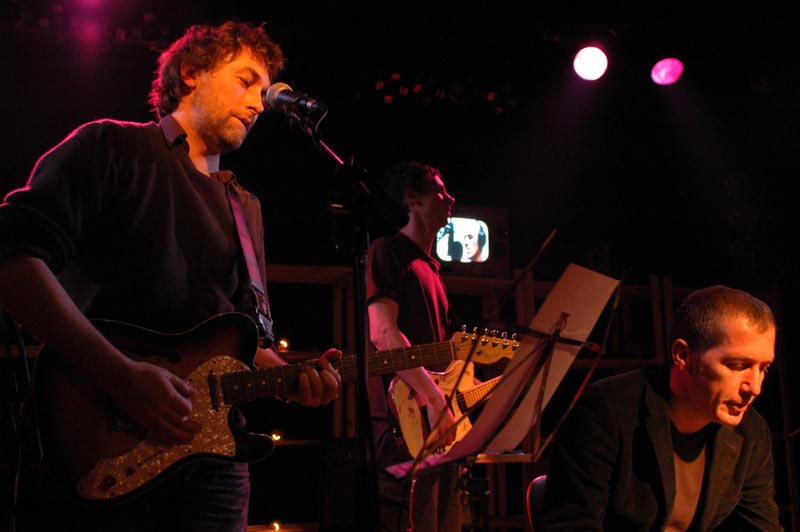
Yann Tiersen in concerto con Christophe Miossec nel 2005

## Biografia
Tiersen è nato a Brest in Bretagna e vive a Parigi. Da ragazzo ha studiato musica classica presso alcune accademie musicali francesi (Rennes, Nantes, Boulogne e altre), e più tardi ha fatto parte di alcune rock band. Prima di pubblicare il suo primo album, ha registrato per qualche tempo musiche di fondo per cortometraggi.
Tiersen ha raggiunto il successo in Francia nel 1998, con la pubblicazione del suo terzo album Le Phare, mentre la popolarità all'estero non è arrivata fino a quando non ha composto le musiche per il film francese Il favoloso mondo di Amélie nel 2001 (utilizzò alcune delle sue vecchie canzoni così come altre composte per il film).
Anche i film francesi La vita sognata degli angeli (1998, Érick Zonca), Alice e Martin (1998, André Téchiné), Qui Plume la Lune? (Christine Carrière, 1999) e Tabarly (Pierre Marcel, 2008), così come il film tedesco Good Bye, Lenin! (2003, Wolfgang Becker), hanno musiche composte da Tiersen.
Nei suoi album, alcune canzoni sono pezzi strumentali, mentre altre sono cantate dallo stesso Tiersen o da artisti ospiti. La lista di collaboratori di Yann Tiersen è cresciuta album dopo album (vedi la Discografia per ulteriori dettagli). Mentre componeva il suo quinto album, L'absente, Tiersen ha collaborato con Françoiz Breut e con Les Têtes Raides nei loro rispettivi album. Il suo album del 2005 Les Retrouvailles ha visto la partecipazione di Stuart A Staples, di Tindersticks e di Elizabeth Fraser, precedentemente dei Cocteau Twins; Tiersen ha suonato il piano anche nell'album solista di Staples Lucky Dog Recordings 03-04.
Le sue esibizioni dal vivo variano molto l'una dall'altra. Alcune volte è accompagnato da un'orchestra e da molti collaboratori ospiti. Altre volte, invece, offre le più frequenti sessioni minimaliste, spesso accompagnato solo da un percussionista e da un chitarrista, alternandosi continuamente tra il piano, la fisarmonica e i violini per le canzoni più melodiche, e con la chitarra elettrica per i suoi pezzi più duri. Occasionalmente, nei suoi tour, Yann Tiersen si serve dell'aiuto di Dominique A, ogni volta che questi non è occupato con i suoi lavori dal vivo o di registrazione.

## Discografia

### Album in studio
- 1995 - La Valse des Monstres
- 1996 - Rue des Cascades
- 1998 - Le Phare
- 2001 - L'Absente
- 2005 - Les Retrouvailles
- 2010 - Dust Lane
- 2011 - Skyline
- 2014 - Infinity
- 2016 - Eusa
- 2019 - ALL
- 2019 - Portrait
- 2021 - Kerber
- 2022 - 11 5 18 2 5 18

### Colonne sonore
- 2001 - Il favoloso mondo di Amélie
- 2003 - Good Bye, Lenin!
- 2008 - Tabarly

### Live
- 1999 - Black Session: Yann Tiersen
- 2002 - C'était ici
- 2006 - On Tour
- 2014 - Live in London - Royal Festival Hall

### Collaborazioni
- 1999 - Tout est calme (con The Married Monk, Claire Pichet e Olivier Mellano)
- 2004 - Yann Tiersen & Shannon Wright (con Shannon Wright)